# فنون آسيا

غلاف عدد يناير-فبراير 2020

تأسست مجلة فنون آسيا عام 1970، وهي المجلة الدولية الرائدة في مجال الفنون والتحف الآسيوية، وتتمتع بأكبر توزيع بين مجلات الفن الآسيوي. ويتم نشرها أربع مرات في السنة، ويتم توزيعها في 90 بلد. بدعم من المتاحف والمنظمات الثقافية والجامعات والمدارس في جميع أنحاء العالم، فضلاً عن دور المزادات الكبرى وتجار الفن، وجامعي وطلاب الفن، توفر المجلة فهماً لا مثيل له للمشهد الفني الدولي. إنه يقدم قراءات أساسية حول الفن والثقافة الآسيوية، ويوفر لهواة الجمع والعلماء في هذا المجال مورد بحثي قيم، بالإضافة إلى معلومات حيوية حول اتجاهات الصناعة.

## تاريخها
تأسست المجلة عام 1970 على يد تويت نجويت، الذي كان أيضًا الناشر والمحرر الأول للمجلة. كانت نجويت أول من فكرت في إنشاء المجلة في عام 1969، حيث جمعت بين اهتماماتها بالفن الآسيوي والتحف وخلفيتها الصحفية لتعزيز الفهم والتقدير للفن والثقافة الآسيوية.
في عام 1970 ظهرت طبعة معاينة، تلاها العدد الأول من المجلة في يناير وفبراير 1971، وظهر على الغلاف بضائع شيكوان (شيوان) من عهد أسرة مينغ (1368-1644). وتضمن العدد مقالات متعمقة وأخبار المزادات.
قامت نجويت ببناء المطبوعة بمساعدة زوجها ورئيس تحرير مجلة Arts of Asia، ستيفن ماركبريتر، وهو مهندس معماري معروف قام بتصميم العديد من المباني المهمة في هونج كونج مثل فندق فندق ماندارين أورينتال. كان نجويت شخص رئيسي في إنشاء مكاتب هونج كونج لدار المزادات الكبرى، سوثبي وكريستيز. في عام 1973، شجع نجويت دار سوثبي على إنشاء مكتب في هونج كونج، وهو ما فعلته بالفعل، حيث عقدت مزادها الإقليمي الافتتاحي في نفس العام، وكانت أول دار مزادات دولية تفعل ذلك في آسيا. عام 1980 ذهبت إلى نيويورك لتقديم المشورة لجيمس لالي من دار سوثبي لجلب اللوحات الصينية الحديثة إلى هونج كونج. أقيم أول بيع للوحات الصينية الحديثة في دار المزادات في 28 مايو من ذلك العام في قاعة المدينة. عام 1984 وبناء على إلحاح من هواة الجمع والتجار، ذهب نجويت إلى لندن لإقناع كريستيز بتأسيس فرع لها في هونج كونج أيضاً. أقيم أول مزاد للمنزل في المدينة في يناير 1986.
بين عامي 1971 و1974 كتب نجويت وستيفن ماركبريتر العديد من المقالات عن الثقافة والفنون الصينية بعد زيارتهما الأولى للصين في عام 1965، بما في ذلك عن متحف قصر بكين ("معبد السماء في بكين"، مايو-يونيو 1972)، في وقت كان عدد قليل من الناس يسافرون إلى الصين.
بحلول منتصف سبعينيات القرن العشرين، أسست مجلة Arts of Asia حضور عالم مع قاعدة مشتركين متزايدة، ولا سيما في الولايات المتحدة وأستراليا وأوروبا واليابان.
عام 1986 تضمنت النسخة الصادرة عن المجلة في شهري نوفمبر وديسمبر من نفس العام "اللوحات الصينية في العصر الإمبراطوري" من متحف القصر الوطني كقصة غلاف، كتبها وانج ياو تينج، ولي يو مين، وتو شو هوا، وهو تشوان هسينج، وكانت هذه هي المرة الأولى التي تُترجم فيها مقالات علمية كتبها متخصصون صينيون إلى اللغة الإنجليزية وتُقدم إلى قراء دوليين.
عام 1995 أنشأت منظمة فنون آسيا موقعها الإلكتروني، الذي يقدم قاعدة بيانات قابلة للبحث عن المقالات. في عام 2017، أصبح ابن نجويت، روبن ماركبريتر، الذي كان رئيس تحرير المجلة التنفيذي، ناشرًا ومحررًا.
احتفلت فنون آسيا بالذكرى الخمسين لتأسيسها في عام 2020، ونشرت "طبعة الذكرى الخمسين" المهمة في شهري يناير وفبراير، والتي تضمنت 50 عمل فني آسيوي بارز من المتاحف والمؤسسات والمجموعات الخاصة المرموقة، والتي اختارها مديرو المتاحف وأمناء المتاحف والمتخصصون في هذا المجال.

## الجوائز
حصدت مجلة "فنون آسيا" الجائزة الذهبية لفئة المجلات خلال حفل توزيع جوائز الصين للطباعة لعام 2009، وذلك عن عددها الصادر لشهري نوفمبر وديسمبر من عام 2008.

## المساهمين البارزين
ساهم خبراء بارزون في الفن الآسيوي بما في ذلك الفنانون المتعلمون، وأمناء المتاحف، والمقتنون، والأكاديميون، في فنون آسيا على مر السنين، بما في ذلك على سبيل المثال لا الحصر، ما يلي:
- كريستيان بوم
- بول برومبرج
- شيلا ر. كانبي
- جون ت. كاربنتر
- ويليام تشاك
- نيكولاس تشاو
- تيتسورو ديجاوا
- جوزيبي إسكينازي
- مينو فيتسكي
- سيلفيا فريزر-لو
- هوليس جودال
- جو فوكسيانج
- جون جاي
- جوليان هاردينج
- جيسيكا هاريسون-هول
- ماكسويل ك. (مايك) هيرن
- آنا جاكسون
- روز كير
- روجر كيفيرن
- سيمون كوان
- جيمس ج. لالي
- بيتر لام
- إريك ليفبفر
- دينيس باتري ليدي
- جيمس سي. إس. لين
- كاي-ين لو
- فيكتور لو
- ريتشارد مارشانت
- ماريا كار-وينج موك
- كيري نجوين-لونج
- إستيل نيكليس فان أوسيلت
- براتاباديتيا بال
- رود. باراس-بيريز
- ستاسي بيرسون
- سانتياغو ألبانو بيلار
- جين بورتال
- إيمي جي بوستر
- أدريانا بروسر
- هوارد وماري آن روجرز
- ديتاس آر. سامسون
- روزماري سكوت
- كولين شيف
- جان ستيوارت
- باولا سوارت
- بول مايكل تايلور
- سوزان توسك
- رامون فيليغاس
- جون إي. فولمر
- كلاريسا فون سبي
- ريتشارد ويسلي
- مينج ويلسون
- جاي شو
- جوش ييو

## الميزات البارزة
يسلط كل غلاف من المجلة الضوء على عمل فني أو لوحة من معرض أو مجموعة متحف أو مؤسسة أو جامع متميز. وقد شملت هذه الأعمال، من بين أمور أخرى، أعمال المنظمات التالية:

## روابط خارجية
- الموقع الرسمي